# Romanov (race ovine)
Pour les articles homonymes, voir Romanov (homonymie).
La romanov est une race ovine russe. C'est une brebis noire, à la laine plus ou moins grise. Elle fait partie des races de mouton d'Europe du Nord à queue courte. Elle a été introduite en France au cours des années 1960 pour servir de race amélioratrice de la prolificité. En croisement avec des races bouchères, on obtient en F1 des mères qui donnent et nourrissent deux agneaux en moyenne, qui sont ensuite mises à la reproduction avec des races bouchères pour obtenir des agneaux de boucherie. La romanov a aussi été utilisée par l'INRA pour former la race INRA 401. L'effectif est de 3 000 animaux, dont 1 000 brebis inscrites au registre et 160 béliers reproducteurs.

## Historique
Cette race est originaire de Russie, et plus précisément des rives de la Volga au nord-ouest de Moscou. Elle tient d'ailleurs son nom de la famille Romanov qui régna en Russie du XVIIe siècle jusqu'à la Révolution de février 1917. L'existence de cette brebis dans ce pays est reportée pour la première fois au XVIIIe siècle. Du fait de sa prolificité record, divers pays producteurs de moutons se sont intéressés à cette race qui s'est exportée un peu partout dans le monde dans la seconde partie du XXe siècle. Elle est dans un premier temps arrivée en Allemagne, puis les éleveurs français se sont intéressés à elle. En 1980, 14 brebis et 4 béliers sont achetés en France par le gouvernement canadien pour tester ses performances, et elle s'est par la suite répandue en Amérique du Nord. 
L'effectif français actuel est de 3 000 animaux, dont 1 000 brebis inscrites au registre et 160 béliers reproducteurs.

## Morphologie
Elle a une toison longue qui marie le noir et le marron avec une prédominance de blanc. Les agneaux naissent intégralement noirs, avant d'acquérir petit à petit leur coloration adulte. Elle a une petite tête anguleuse, qui porte des oreilles dressées bien mobiles. Les yeux sont volumineux. Mâles et femelles ne portent pas de cornes. Ses côtes sont bien arrondies, et l'animal paraît un peu haut sur pattes. C'est une race de taille moyenne, la femelle pesant 60 à 70 kg et le bélier 80 à 90 kg.

## Aptitudes
La première qualité de la romanov est sa prolificité record, qui est une des plus élevés de toutes les races de brebis avec la finnoise. Elle atteint facilement 280 % en lutte de printemps et 300 % en lutte d'automne. Ainsi, il arrive fréquemment que les brebis mettent bas à 3 ou 4, voire 5 agneaux, et on peut atteindre des portées allant jusqu'à 7 agneaux vivants. On reporte notamment le cas d'une brebis ayant donné naissance à 64 agneaux en 12 agnelages. Au-delà de sa prolificité, elle est intéressante pour l'ensemble de ses qualités maternelles, puisqu'elle est bien fertile, a suffisamment de lait pour élever des portées importantes avec des croissances correctes de l'ordre de 240 g/j entre 10 et 30 jours. Elle possède une saison de reproduction assez longue, un instinct maternel bien développé et ses agneaux sont vigoureux à la naissance. Lorsqu'on l'utilise en croisement, elle transmet ces qualités à ses produits, et les brebis F1 obtenues ont une prolificité d'environ 200 à 220 % généralement. Par contre, le principal défaut de la romanov est sa mauvaise conformation, qui fait perdre aux agneaux une partie de leur valeur.
En France, l'INRA a utilisé la romanov pour sélectionner une souche de mouton à bonne prolificité, tout en ayant des aptitudes bouchères correctes, en la croisant avec la race Berrichon du Cher. Les produits de ces croisements ont ensuite été à leur tour mis à la reproduction ensemble, et ainsi de suite jusqu'à obtenir une souche fixée génétiquement, c'est-à-dire dont les descendants sont à peu près homogènes du point de vue morphologique. C'est ainsi qu'on a obtenu l'INRA 401, également appelée « romane ».

## Élevage

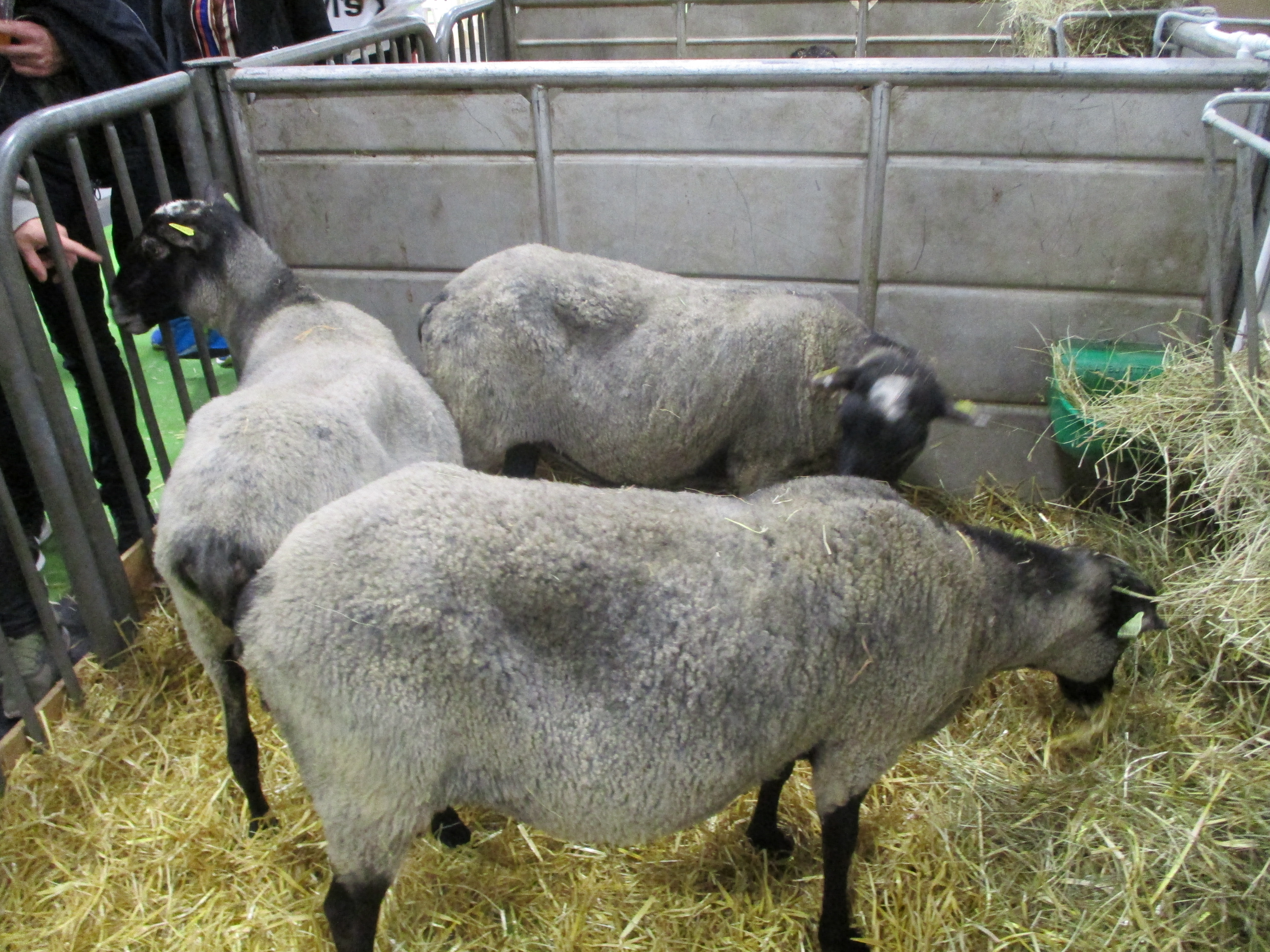
Moutons romanov au salon international de l'agriculture.

La romanov est principalement utilisée en France dans un système de croisements à double étage, où elle apporte sa prolificité. Un premier croisement est opéré entre la romanov et la race locale, qui permet d'obtenir des brebis F1 qui vont avoir une prolificité fortement améliorée, et qui atteint généralement 200 à 225 %. Ces brebis sont ensuite croisées avec des races bouchères pour obtenir des agneaux de boucherie. Du fait du faible poids de la romanov et de sa mauvaise conformation, les agneaux F2 produits sont légers : entre 17 et 19 kg de carcasse, et celles-ci sont majoritairement classés « R » sur la grille EUROP.

## Sélection
En France, le schéma de sélection de la race est géré par l'UPRA Finnois-Romanov, qui gère conjointement les races romanov et finnoise, celles-ci présentant les mêmes caractéristiques : races très prolifiques destinées à entrer dans un système de croisements à double étage. Le schéma de sélection vise principalement à améliorer la valeur laitière et du gabarit, et à maintenir la prolificité, et s'appuie pour cela sur un effectif de 1 000 brebis soumises au contrôle de performances. Il dispose d'une station d'élevage à Montmorillon dans la Vienne. Des jeunes béliers choisis sur leur ascendance et nés en septembre y sont rassemblés chaque année afin que l'on contrôle leurs performances. Les meilleurs sont ensuite destinés à être utilisés en insémination artificielle pour que leur semence soit diffusée à plus grande échelle. Le schéma de sélection de la race et la commercialisation et la diffusion des reproducteurs est gérée par la coopérative GEODE (Génétique Ovine et Développement) localisée à Montmorillon. 

## Diffusion
Originaire de Russie, la romanov a été beaucoup exportée, notamment en Europe occidentale et en Amérique du Nord. Les effectifs dans ces pays restent restreints, même si on trouve par contre un nombre plus importants de brebis croisés F1. Elle a servi à la fixation des standards de plusieurs races, dont le gotland de Suède.